# Audi Snowboard Series

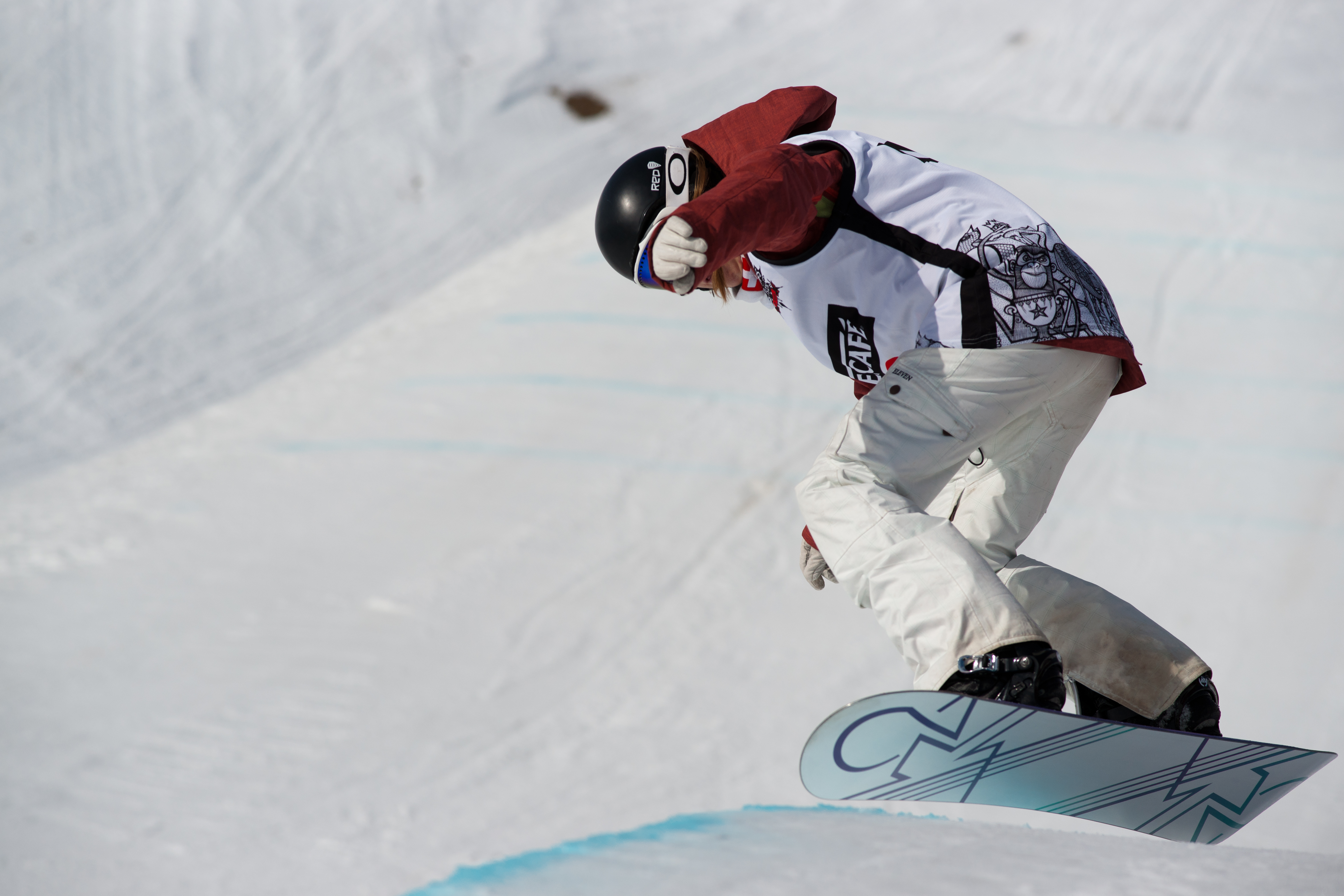
in Leysin 2011

Die Audi Snowboard Series ist die nationale Snowboardtour der Schweiz mit internationalen Teilnehmern. In deren Rahmen werden jährlich 15–20 Wettkämpfe in den Disziplinen Freestyle, Snowboardcross und Alpin-Snowboard durchgeführt. Einzelne Events sind dabei Teil der FIS und/oder der TTR World Snowboard Tour.

## Geschichte
Die Audi Snowboard Series werden seit 2010 als Nachfolgerin der vormaligen Snow Series durch den Schweizer Snowboard Verband Swiss-Snowboard, als Teil von Swiss-Ski, organisiert. Seither nehmen jährlich rund 2000 vorwiegend junge Snowboarderinnen und Snowboarder teil. Die Audi Snowboard Series dient als Plattform und Sprungbrett für junge Talente. Sie ist ein wichtiger Pfeiler in der Nachwuchsförderung von Swiss-Snowboard.

## Teilnehmer
Aus der Schweizer Snowboardtour sind die heutigen internationalen Top-Fahrer Iouri Podladtchikov,  Christian Haller, Jan Scherrer und Ursina Haller hervorgegangen.